# Adrian Stieger
Adrian Stieger, né le 13 juillet 2003 à Linz, est un coureur cycliste autrichien.

## Biographie
Adrian Stieger s'intéresse au cyclisme depuis son plus jeune âge,. Il commence à pratiquer ce sport vers ses six ans. Son père l'oriente toutefois vers le triathlon. Après plusieurs années passées dans cette discipline, il finit par abandonner la course à pied et la natation à ses seize ans pour se consacrer pleinement au vélo. Il participe alors à des compétitions sur route et en cyclo-cross. 
En 2021, il devient vice-champion d'Autriche de cyclo-cross juniors. Sur route, il se fait remarquer au niveau international en décrochant deux podiums sur des étapes du Grand Prix Rüebliland. Il termine également cinquième du contre-la-montre du Saarland Trofeo. Après ses performances, il intègre l'équipe continentale Felbermayr-Simplon Wels en 2022. Il vit toutefois une première saison difficile chez les espoirs. 
Faute de contrat, Stieger reprend une licence dans un club amateur en 2023. Au mois de juin, il montre ses qualités de rouleur en devenant champion d'Autriche du contre-la-montre espoirs. Cette victoire lui permet de retrouver le niveau continental en 2024, chez Hrinkow Advarics. Avec cette formation, il conserve son titre de champion national dans l'épreuve chronométrée. Il représente par ailleurs son pays aux championnats d'Europe et aux championnats du monde. 

## Palmarès sur route

### Par année
- 2023
  -  Champion d'Autriche du contre-la-montre espoirs
- 2024
  -  Champion d'Autriche du contre-la-montre espoirs
- 2025
  -  Champion d'Autriche du contre-la-montre espoirs
  - 3e du RBB Tour

### Classements mondiaux
| Année                                 | 2023  | 2024  |
| ------------------------------------- | ----- | ----- |
| Classement mondial                    | 1645e | 1231e |
| UCI Europe Tour                       | 1058e | nc    |
|                                       |       |       |
| Légende : nc = non classéSource : UCI |       |       |

## Palmarès en cyclo-cross
- 2019-2020
  - 3e du championnat d'Autriche de cyclo-cross juniors
- 2020-2021
  - 2e du championnat d'Autriche de cyclo-cross juniors
- 2024-2025
  - 3e du championnat d'Autriche de cyclo-cross